# Navia diffusa
Espèce
Classification phylogénétique
Synonymes
- Navia plowmanii L.B.Sm., Steyerm. & H.Rob., 1986

Navia diffusa est une espèce de plantes de la famille des Bromeliaceae, endémique du Venezuela.

## Synonymes
- Navia plowmanii L.B.Sm., Steyerm. & H.Rob., 1986[1].

## Distribution
L'espèce est endémique de l'État d'Amazonas au Venezuela.